# Hermann Weingarten
Georg Wilhelm Hermann Weingarten, född den 12 mars 1834 i Berlin, död den 22 april 1892 i Pöpelwitz, var en tysk protestantisk kyrkohistoriker.
Weingarten blev 1868 extra ordinarie professor vid universitetet i Berlin samt 1873 ordinarie professor vid universitetet i Marburg och 1876 vid universitetet i Breslau. Han skrev bland annat Revolutions-kirchen Englands (1868) och Zeittafeln und Überblicke zur Kirchengeschichte (1870; 6:e upplagan 1905).